# Портнов, Александр Сталиевич
Алекса́ндр Ста́лиевич Портно́в (род. 17 сентября 1961, Баку) — советский прыгун в воду, заслуженный мастер спорта СССР, олимпийский чемпион 1980 года на 3-метровом трамплине. Один из 4 олимпийских чемпионов по прыжкам в воду в истории советского спорта (наряду с Владимиром Васиным, Еленой Вайцеховской и Ириной Калининой).
Окончил Белорусский институт физической культуры. Выступал за «Динамо» (Минск). Участвовал в Олимпиаде-1988, где занял 10-е место. Чемпион Европы 1981 в прыжках с трамплина. Чемпион СССР 1982, 1984, 1987 и 1988 годов.